# Landgericht Neustadt an der Waldnaab
Das Landgericht Neustadt an der Waldnaab war ein von 1810 bis 1879 bestehendes bayerisches Landgericht älterer Ordnung mit Sitz in Neustadt an der Waldnaab im heutigen gleichnamigen Landkreis. Die Landgerichte waren im Königreich Bayern Gerichts- und Verwaltungsbehörden, die 1862 in administrativer Hinsicht von den Bezirksämtern und 1879 in juristischer Hinsicht von den Amtsgerichten abgelöst wurden.

## Geschichte
Im Jahr 1810 wurde im Verlauf der Verwaltungsneugliederung Bayerns das Landgericht Neustadt an der Waldnaab errichtet. Dieses wurde dem Mainkreis zugeschlagen, dessen Hauptstadt Bamberg war.
Anlässlich der Einführung des Gerichtsverfassungsgesetzes am 1. Oktober 1879 wurde das Amtsgericht Neustadt an der Waldnaab errichtet, dessen Sprengel aus dem vorherigen Landgerichtsbezirk Neustadt an der Waldnaab bestand und somit die damaligen Gemeinden Altenparkstein, Altenstadt an der Waldnaab, Bergnetsreuth, Diepoltsreuth, Dietersdorf,  Eppenreuth, Floß, Flossenbürg, Gailertsreuth, Gösen, Grafenreuth, Ilsenbach, Kirchendemenreuth, Klobenreuth, Lanz, Meerbodenreuth, Neuhaus, Neustadt an der Waldnaab, Oed, Parkstein, Püchersreuth, Roschau, Schlattein, Schönbrunn, Schwand, Schwarzenbach, Störnstein, Wendersreuth, Windischeschenbach und Wurz umfasste.